# Boophis rhodoscelis
Boophis rhodoscelis är en groddjursart som först beskrevs av George Albert Boulenger 1882.  Boophis rhodoscelis ingår i släktet Boophis och familjen Mantellidae. IUCN kategoriserar arten globalt som nära hotad. Inga underarter finns listade.